# Dorpskerk (Huizum)
De Dorpskerk is een middeleeuws kerkgebouw in Huizum (stad Leeuwarden) in de Nederlandse provincie Friesland.

## Geschiedenis
De kerk was oorspronkelijk gewijd aan Johannes de Doper. De eenbeukige kerk uit de 12e eeuw heeft een gepleisterd middenschip. In de zadeldaktoren uit de 13e eeuw hangen twee klokken. De klok uit 1529 is gegoten door Geert van Wou II. De jaartalankers 1655 geven een van de restauraties aan. De kerk is een rijksmonument. 
Het interieur is gedekt door een houten tongewelf. De drie herenbanken en de preekstoel dateren uit de 17e eeuw en het orgel uit 1849 is gemaakt door Van Dam.

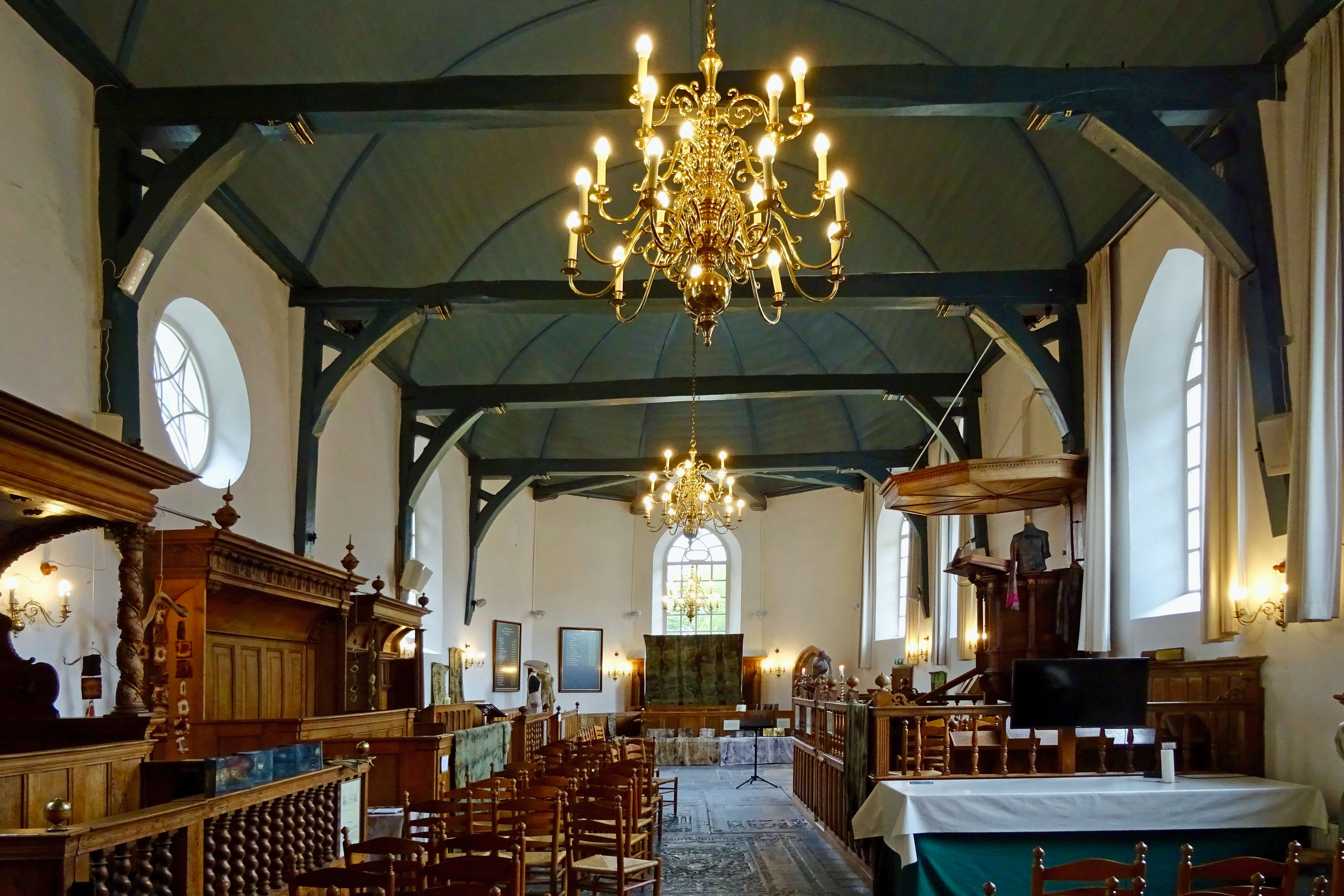
Interieur met preekstoel en herenbanken (2018)
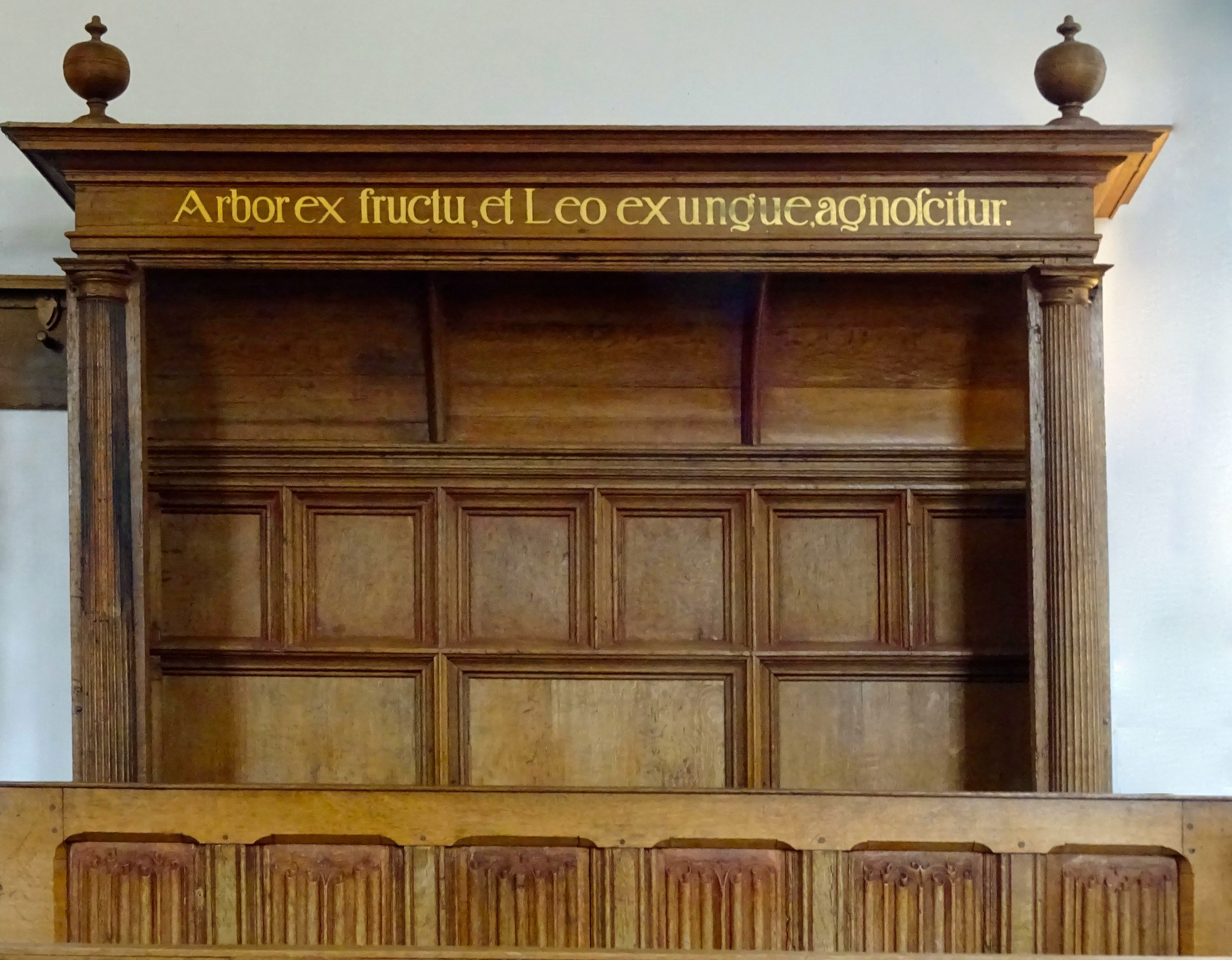
Herenbank detail
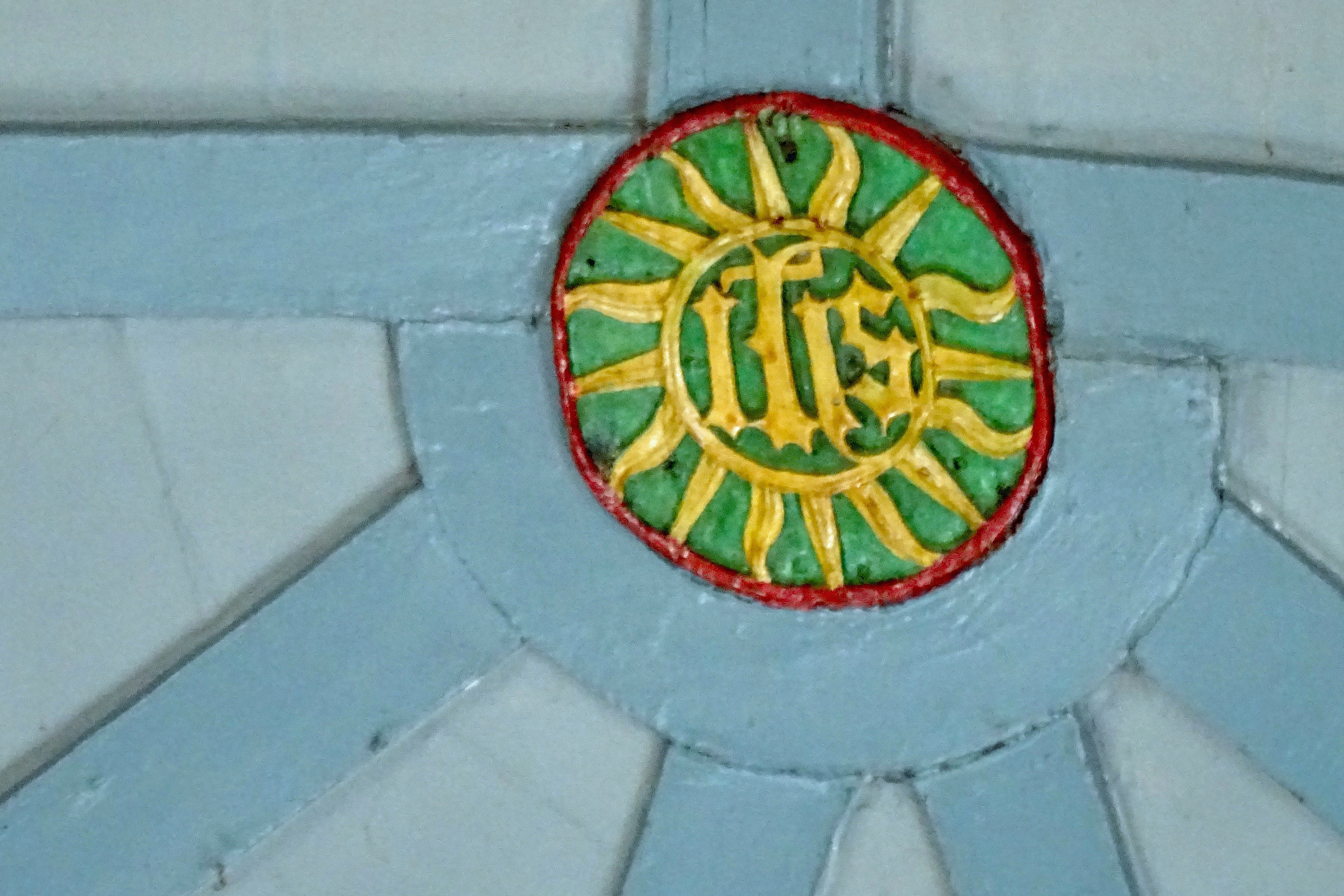
Ornament gewelf

De kerk werd in 2013 eigendom van de Stichting Alde Fryske Tsjerken. Sinds 2014 wordt door de plaatselijke commissie het Cultureel Podium Dorpskerk Huizum georganiseerd.